# Куклин, Георгий Осипович
Гео́ргий О́сипович Ку́клин (12 [25] мая 1903, деревня Игнатьево Нижнеилимской волости Иркутской губернии — 9 ноября 1939, Красноярск) — русский советский прозаик, детский писатель.

## Биография
Родился 12 (25) мая 1903 года в деревне Игнатьево Нижнеилимкой волости Иркутской губернии в крестьянской семье Осипа и Василисы Куклиных. В 1914 году, окончив трёхлетнюю в селе Черемново, поступил в Нижнеилимское начальное училище. Осенью 1918 года поступил в учительскую семинарию в г. Киренске, которую закончил в 1921 году. Во время учёбы редактировал рукописный журнал «Рассвет», в который писал свои рассказы.
В 1921 году поступил в Иркутский университет на педагогический факультет. В 1923 году как лучший студент переведён в Ленинградский университет на филологический факультет, отделение языкознания и славяно-русской литературы, который окончил в 1925 году (свидетельство № 678 об окончании университета). Во время учёбы в университете занимался педагогической деятельностью. В Ленинграде работал учителем русского языка и литературы в школах ФЗУ и в школах для взрослых, библиотекарем, редактором в издательстве «Красная газета».
В 1926 году был мобилизован в Красную Армию в качестве краткосрочника (закончившие ВУЗ служили только один год) — комвзвода запаса.
В 1931 году составлял и редактировал материалы по истории Балтийского судостроительного завода.
В конце 1920-х — начале 1930-х годов сблизился с Николаем Заболоцким, Николаем Зарудиным, Иваном Катаевым, Борисом Эйхенбаумом.
5 февраля 1937 года был арестован, по воспоминаниям Николая Заболоцкого, по сфабрикованному НКВД делу «некоей писательской организации». 23 сентября 1938 года приговорён по ст.17, 58-8 (подстрекательство к террористическому акту), ст. 58-11 УК РСФСР (организационная деятельность, направленная к совершению контрреволюционного преступления) к восьми годам тюремного заключения с последующим поражением в политических правах на три года. Умер в тюремной больнице в Красноярске 9 ноября 1939 года. 4 февраля 1958 года посмертно реабилитирован Военной Коллегией Верховного Суда СССР.

## Семья
Жена — Мандрыкина Людмила Алексеевна (1906—1988) — архивист, сотрудница рукописного отдела Публичной библиотеки.

## Творчество
В 1925 году в газете «Ленинские искры» были опубликованы первые рассказы: «Мишкина находка», «Река пошла», «Май в овраге».
Детские рассказы публиковались в журналах «Дружные ребята», «Резец» и в пионерских газетах.
Первая детская книга «Деревенские ребята» вышла в 1926 году, а в 1929 году — детские рассказы «Игренька», «Один в лесу», «Ребята и кони», «Шальная вода».
Рассказы для взрослых публиковались в журналах «Звезда», «Красная новь», «Литературный современник», «Наши достижения».
В 1929 году отдельным изданием вышло первое крупное произведение Куклина — повесть «Краткосрочники», вызвавшая резкие отклики в прессе. Автора, в частности, обвиняли в клевете на Красную Армию. Противоположного мнения был Евгений Замятин, который в рецензии (1929) отметил: «Ценность книги заключается не только в том, что она построена на новом богатом материале: повесть „Краткосрочники“ написана автором, в котором есть несомненные задатки настоящего художника. Наличие в повести хорошо проведенной фабулы и оптимистический её конец — обеспечивают интерес читателя к этой книге». К сожалению эта рецензия тогда не была опубликована.
В 1930 году принят в члены Всероссийского союза писателей. Входил в литературную группу «Перевал».
В 1930 году в составе «Северную Бригады» (Сергей Спасский, Елена Тагер, Николай Чуковский) совершил поездку в Мурманск и по всей береговой линии Кольского полуострова, итогом которой стала книга очерков «Сквозь ветер» (из 27 очерков книги 10 — написаны Георгием Куклиным)
В 1931 году вышли сборник рассказов «Непредвиденные записи», повести «Школа» (написана после поездки на Илим) и «Ольга».
В 1932 году издана повесть «На-гора», написанная после творческой поездки в Кузбасс.
В 1934 году в журнале «Звезда» опубликован роман «Учителя», вышедший в 1935 году отдельным изданием в московском издательстве «Советский писатель».
Георгий Куклин опубликовал один роман, четыре повести, более 30 рассказов, несколько книг очерков. Часть произведений Куклина остались неопубликованными.

## Избранная библиография
- Деревенские ребята: Рассказы. — Л.: Прибой, 1926. — 53 с.
- Краткосрочники. — Л.: Изд-во писателей в Л., 1929. — 145 с. — тираж 5 200 экз.
- Игренька : рассказ для детей / худож. П. Басманов. — М. ; Л. : Гос. изд-во, 1929. — 21 с. : ил.
- Один в лесу: рассказ. — М. : Крестьян. газ., 1929. — 13 с. : ил.
- Ребята и кони : пять рассказов из жизни деревен. ребят. — Л. : Красн. газ., 1929. — 43 с. : ил.
- Шальная вода. — М. ; Л. : Мол. гвардия, 1929. — 16 с. : ил.
- Непредвиденные записи: Рассказы. — Л.: Изд-во писателей в Ленинграде, 1931. — 147 с. — тираж 5 200 экз.
- Школа: Повести. — Л.: Изд-во писателей в Л., 1931. — 120 с. — тираж 5 200 экз.
- Остров Кильдин : рассказ. — М. ; Л. : ОГИЗ — Мол. гвардия, 1931. — 56 с. — Соавт.: С. Спасский, Н. Чуковский.
- Сквозь ветер : [очерки]. – Л.: Изд-во писателей в Ленинграде, 1931. – 270, [2] с. – Соавт.: С. Спасский, Е. Тагер, Н. Чуковский.
- На-гора. — Л. Изд-во писателей в Л., 1932. — 140 с. — тираж 10 300 экз.
- Учителя: Роман. — М.: Советский писатель, 1935. — 301 с. — тираж 7 200 экз.
- Игренька: рассказ. — Л.: Детская литература, 1983. — 16 с., ил., порт. — тираж 1 500 000 экз.[9]
- Сквозь ветер: Роман, повести, рассказы / Послесл., сост., коммент. О. А. Гантваргер. — Иркутск: Вост-Сиб. кн. изд-во, 1990. — 448 с., ил. — тираж 50 000 экз. — («Литературные памятники Сибири»).